# Grapher
Grapher es un programa de computación de macOS capaz de crear gráficos en 2D y 3D a partir de ecuaciones simples y complejas. Su versión más reciente es la 2.0. Fue desarrollado por Apple.
También soporta múltiples ecuaciones en un gráfico, las ecuaciones de exportación a formato LaTeX.

## Historia
Antes Grapher y Mac OS X, Mac OS 9 se incluye con Graphing Calculator, un programa similar al de Grapher que se combinarán con los más de 20 millones de Macintosh desde 1994 con el Sistema 7. Todas las versiones de Mac OS X antes de Mac OS X 10.4 han desaparecido un paquete de solicitud de la calculadora gráfica. El 22 de julio de 2004, Apple compró Arizona del Software "Curvus Pro X", y de nuevo el nombre de "calculadora gráfica", antes de decidir "Grapher". La noticia fue anunciada públicamente el 15 de septiembre de 2004 en AppleInsider.
Grapher 2.0 se incluye desde Mac OS X v10.5.

## Características
Grapher es haber destacado ofrecido completamente la calculadora gráfica, capaz de crear gráficos tanto en 2D incluyendo márgenes, clásico, polares, lin-log, log-log, blanco polar y de registro, así como los gráficos 3D incluyendo marco, degradado, blanco, cilíndrico sistema esférico sistema, blanco y negro y blanco. Cacao Grapher es una aplicación que aprovecha las ventajas de Mac OS X API. También soporta múltiples ecuaciones en un gráfico, las ecuaciones de exportación a formato LaTeX, y viene con varios preconfeccionados ecuación ejemplos. Es uno de los pocos programas de gráficos sofisticados capaces de limpiar fácilmente exportar imágenes vectoriales para su uso en los documentos impresos (aunque los gráficos 3D para la exportación del vector no es posible). Animación de gráficos también se apoya en 2D y 3D, la generación de un archivo QuickTime.
- Datos: Q1371756